# 이블 트윈
이블 트윈(영어: evil twin)은 로그온한 사람들을 속이고 비밀번호나 신용카드 번호를 훔치기 위해 합법적인 네트워크인 것처럼 가장한 무선 네트워크를 가리킨다.
이블 트윈은 피싱 사기의 무선 버전이다. 공격자는 합법적인 제공자처럼 행세하며 노트북이나 휴대 전화로 핫스팟에 연결한 무선 사용자들을 갖고 논다.
무선 장치들은 근처에 연결할 수 있는 핫스팟을 통해 인터넷에 연결한다. 하지만 이런 핫스팟들은 해커들에게는 먹잇감이 될 수 있다. 충분한 장비를 갖춘 사람은 핫스팟을 찾아 그것 대신에 자신의 '이블 트윈'을 대체시킬 수 있다.
이러한 종류의 이블 트윈 공격은 해커에 의해 통신 링크를 스누핑하거나 사람들을 선동하여 사기성 웹사이트로 들어가도록 피싱을 함으로써. 의심하지 않고 사용하는 사용자들의 암호를 훔치는데 사용될 수 있다.

## 방법
공격자는 누군가가 Wi-Fi 무선 기술을 사용하여 연결한 가짜 베이스 스테이션을 사용한다. 또, 합법적인 무선 서비스 공급자의 이름을 모방함으로써, 그들이 제공하는 인터넷 서비스를 사람들이 신뢰하도록 속일 수 있다. 사용자들이 은행이나 전자 메일 계정에 로그인 할 때, 그 정보들은 공격자의 장비를 통해 전송되기 때문에 공격자는 모든 트랜잭션에 접근할 수 있다.